# ADC Therapeutics
ADC Therapeutics — комерційна біотехнологічна компанія, яка займається розробкою ADC наступного покоління на основі PBD для хворих людей на рак. Розуміючи технологію розробки ADC і принцип лікування онкології, ADC Therapeutics має намір задовольнити значні медичні потреби та покращити результати для тих, хто хворіє на невиліковний рак.
Спеціалізуються на розробці кон'югат антитіл з лікарським засобом (ADC) — це клас біофармацевтичних препаратів, розроблених як цільова терапія для лікування злоякісних пухлин. На відміну від хіміотерапії, кон'югати антитіла з лікарським засобом направлені для цільового знищення пухлинних клітин, зберігаючи здорові клітини.

## Історія
Заснована в 2011 році компанія ADC Therapeutics розташована в Лозанні, Швейцарія, з підрозділами в Лондоні (R&D), Нью-Джерсі (клінічна та комерційна) і в районі затоки Сан-Франциско (CMC).

### Завдання
Протистояти раку, використовуючи весь потенціал науки, пропонуючи унікальні цільові методи лікування та надію пацієнтам та їхнім родинам.

## Препарати
Препарат з торговою назвою ZYNLONTA® наразі знаходиться на другому етапі клінічних випробувань. Він буде застосовуватися для лікування дорослих пацієнтів із рецидивом або рефрактерною великоклітинною В-клітинною лімфомою після двох або більше ліній системної терапії, включаючи дифузну великоклітинну В-клітинну лімфому (DLBCL), яка виникає внаслідок лімфоми низького ступеня злоякісності.
Друга його назва — Loncastuximab tesirine-lpyl — це ADC, що складається з гуманізованого моноклонального антитіла, яке зв'язується з людським CD19 і кон'югується через лінкер із PBD-димерним токсином. Після зв'язування з клітиною, що експресує CD19, лонкастуксимаб тесірин-лпіл проникає в клітину, де ферменти вивільняють боєголовку на основі PBD. Бойова частина призначена для незворотного зв'язування з ДНК для створення високопотужних міжланцюгових перехресних зв'язків, які блокують розділення ланцюгів ДНК, таким чином порушуючи важливі метаболічні процеси ДНК, такі як реплікація. Це в кінцевому підсумку призводить до загибелі клітини. CD19 є клінічно підтвердженою мішенню для лікування В-клітинних злоякісних новоутворень.
Лікування цим схвалено в рамках прискореної терапії. Однак дослідження цього препарату все ще тривають, продовження схвалення для цього препарату може залежати від перевірки та опису клінічної користі в наступних дослідженнях.
Camidanlumab tesirine (Каміданлумаб тесірин) — є другим провідним кандидатом компанії ADCT. Він продемонстрував значну клінічну продуктивність у пацієнтів з лімфомою Ходжкіна, які попередньо проходили інтенсивне лікування. Завдяки своєму механізму, спрямованому на CD25/регуляторні Т-клітини, каміданлумаб тесірин також демонструє потенціал у лікуванні солідних пухлин.
Каміданлумаб тесірин діє на CD25/регуляторні Т-клітини. Це ADC, що складається з моноклонального антитіла, яке зв'язується з CD25 (HuMax®-TAC, ліцензовано Genmab A/S), кон'югованого з PBD-димерним токсином. Після зв'язування з клітиною, що експресує CD25, каміданлумаб тесірин проникає в клітину, де ферменти вивільняють боєголовку на основі PBD. На додаток до пухлинних клітин, що експресують CD25, каміданлумаб тесірин виснажує CD25-позитивні Tregs у локальному пухлинному середовищі, що посилює імунну протипухлинну активність.
Каміданлумаб тесірин знаходиться на другій стадії клінічних випробувань за участю пацієнтів з рецидивною або рефрактерною (R/R) лімфомою Ходжкіна (NCT04052997); а також клінічне дослідження стадії 1a/1b у пацієнтів з R/R лімфомою Ходжкіна та неходжкінською лімфомою (NCT02432235); і фаза 1b клінічного випробування пухлин (NCT03621982).
Безпека та ефективність ще остаточно не встановлені.
ADCT-602, націлений на CD22 — це ADC, що складається з моноклонального антитіла, яке зв'язується з CD22, кон'югованим з PBD-димерним токсином. Після зв'язування з клітиною, що експресує CD22, ADCT-602 проникає в клітину, де ферменти вивільняють боєголовку на основі PBD. CD22 є привабливою та клінічно перевіреною мішенню для ADC. CD22 сильно експресується на більшості злоякісних В-клітин, включаючи експресію у більш ніж 90 % пацієнтів з В-клітинним гострим лімфобластним лейкозом (ОЛЛ).
ADCT-602 знаходиться у фазі I/II клінічних досліджень у пацієнтів з рецидивом або рефрактерною B-клітинною ГЛЛ (NCT03698552). Випробування проводить онкологічний центр доктора медицини Андерсона Техаського університету.
Mipasetamab uzoptirine (Міпасетамаб узоптирин) (ADCT-601) — це ADC, що складається з гуманізованого моноклонального антитіла, яке зв'язується з AXL людини (ліцензовано BerGenBio), кон'югованого за допомогою технології GlycoConnect™ (ліцензовано Synaffix BV) до лінкера з PBD-димерним токсином. Після зв'язування з клітиною, що експресує AXL, узоптирин міпасетамабу (ADCT-601) проникає в клітину, де ферменти вивільняють боєголовку на основі PBD. AXL є ідеальною мішенню для підходу ADC, оскільки він має високу надмірну експресію в багатьох солідних пухлинах (наприклад, легенів, молочної залози, передміхурової залози, підшлункової залози, гліоми та стравоходу) та гематологічних злоякісних пухлинах (наприклад, гострому та хронічному мієлоїдному лейкозі).
ADCT-901, націлений на KAAG1 — це ADC, що складається з гуманізованого моноклонального антитіла (3A4), спрямованого проти KAAG1 людини та кон'югованого через лінкер, що розщеплюється катепсином, із SG3199, цитотоксином PBD-димеру. KAAG1 є привабливою новою пухлинною мішенню для розвитку ADC, оскільки (i) це внутрішньоклітинна мішень за визначенням, але стає експонованою на мембрані пухлинних клітин, (ii) він має високу експресію в пухлинах із високою незадоволеною медичною потребою, включаючи рак яєчників і потрійний негативний рак молочної залози, в той час як його експресія на здоровій тканині дуже обмежена, і (iii) він інтерналізується та спільно локалізується з лізосомально-асоційованим мембранним білком 1, лізосомальним маркером, який показує, що мішень ефективно транспортується до клітинного компартменту де очікується ефективне вивільнення цитотоксину.
ADCT-901 розробляється для лікування прогресуючих солідних пухлин із високими незадоволеними медичними потребами, включаючи платинорезистентний рак яєчників і потрійний негативний рак молочної залози.
ADCT-701, націлений на DLK-1
Співпрацюють над розробкою ADCT-701 з Національним інститутом раку (NCI), який є частиною Національного інституту здоров'я (NIH) у Сполучених Штатах.
ADCT-701 — це ADC, що складається з гуманізованого моноклонального антитіла (HuBa-1-3D), спрямованого проти DLK-1 людини та кон'югованого через лінкер, що розщеплюється катепсином, із SG3199, PBD-димерним цитотоксином. DLK-1 широко експресується під час внутрішньоутробного розвитку; однак його прояв дуже обмежений у дорослих. DLK-1 є привабливою новою пухлинною мішенню для розвитку ADC, оскільки він експресується у дорослих у кількох пухлинах, таких як нейробластома, гепатоцелюлярна карцинома (HCC), дрібноклітинний рак легені (SCLC) і гострий мієлоїдний лейкоз (AML).
ADCT-701 розробляється для лікування прогресуючих солідних пухлин із високими незадоволеними медичними потребами, нейробластоми, ГЦК та ДКРЛ. Наразі ми готуємось до подання досліджуваного нового препарату (IND).
ADCT-212, націлений на PSMA — це оптимізований ADC другого покоління на основі PBD, націлений на простатоспецифічний мембранний антиген (PSMA). PSMA є добре перевіреною мішенню для раку простати. Оскільки відомо, що PSMA експресується в новоутворюваній системі численних солідних пухлин, можливо, існують інші застосування цього ADC. ADCT-212 має набагато кращий профіль, ніж ADC першого покоління на основі PBD (відомий як MEDI3726), оскільки оптимізація антитіла та димерного токсину PBD призвела до високої активності в моделях in vivo з підвищеною переносимістю та експозицією. ADCT-212 також містить технологію GlycoConnect™ і Hydraspace™ (ліцензію надається Synaffix BV). Ця технологія також використовується в ADCT-601 і ADCT-701.